# 聖人伝
聖人伝（せいじんでん、英: hagiography）とは、キリスト教の聖人や殉教者の言行や生涯を記録した文書。

## 一覧
主な聖人伝としては以下がある。
- キプリアヌス 『Acta Proconsularia』
- 『イグナチオス殉教録』
- 『ポリュカルポス殉教録』
- ヤコブス・デ・ウォラギネ 『レゲンダ・アウレア（黄金伝説）』 - 別名『聖人伝（レゲンダ・サンクトルム）』
- 『聖アレクシス伝』